# Ivana Bago
Ivana Bago hrvatska je kustosica, povjesničarka umjetnosti i istraživačica koja djeluje u polju suvremene umjetnosti.  
Su-osnivačica je Delve - Instituta za trajanje, mjesto i varijable zajedno s Antoniom Majačom, s kojom je radila i u Galeriji Miroslav Kraljević. Kurirala je u udruzi Kontejner. Periodički doprinosi uglednim međunarodnim i regionalnim medijima. Doktorirala je na Sveučilištu Duke. Živi u Zagrebu i djeluje internacionalno.
Njen rad se često bavi problemima tijela, roda, jezika, konteksta Istočne Europe i uvjeta djelovanja umjetnika i kulturnih radnika.
Članica je hrvatske sekcije AICA - Međunarodnog udruženja kritičara u umjetnosti. 2020. godine dobila je nagradu Igor Zabel.

## Vanjske poveznice
- Delve - Institut za trajanje, mjesto i varijable